# 385 (numero)
Trecentottantacinque (385) è il numero naturale dopo il 384 e prima del 386.

## Proprietà matematiche
- È un numero dispari.
- È un numero composto con 8 divisori: 1, 5, 7, 11, 35, 55, 77, 385. Poiché la somma dei divisori (escluso il numero stesso) è 196 < 385, è un numero difettivo.
- È un numero idoneo.
- È un numero piramidale quadrato: 385 = 1 + 4 + 9 + 16 + 25 + 36 + 49 + 64 + 81 + 100.
- È un numero palindromo nel sistema di numerazione posizionale a base 6 (1441), a base 34 (BB) e nel sistema numerico esadecimale. In base 34 è altresì un numero a cifra ripetuta.
- È un numero sfenico.
- È un numero fortunato.
- È un numero di Cullen.
- È un numero intero privo di quadrati.
- È parte delle terne pitagoriche (132, 385, 407), (180, 385, 425), (231, 308, 385), (336, 385, 511), (385, 552, 673), (385, 924, 1001), (385, 1320, 1375), (385, 1488, 1537), (385, 2100, 2135), (385, 2952, 2977), (385, 6732, 6743), (385, 10584, 10591), (385, 14820, 14825), (385, 74112, 74113).
- È un numero intero privo di quadrati.

## Astronomia
- 385P/Hill è una cometa periodica del sistema solare.

- 385 Ilmatar è un asteroide della fascia principale del sistema solare.

## Astronautica
- Cosmos 385 è un satellite artificiale russo.